# 松山市立勝山中学校
松山市立勝山中学校（まつやましりつ かつやまちゅうがっこう）は、愛媛県松山市にある公立中学校。

## 概要
- 松山城の北のふもとに位置する中学校で、校舎は旧城北高等女学校の跡地にある。
- 校区は松山市中心部の北部分。松山北高校・愛媛大学を南に隣接する。
- 名札に校名の頭文字「K」の加工をするなど、他の学校に見られない工夫がある。

### 校訓
- 創意・友愛・根性

### スローガン
- 好きです勝中
- いきいき勝中
- あいさつの勝中

## 沿革
- 1947年 - 設置
- 1951年 - 城東中学校を分離
- 1954年 - 御幸中学校を分離
- 1956年 - 道後中学校を分離
- 1973年 - 50mプール設置（松山市内唯一）
- 1983年 - 東中学校を分離
- 1987年 - 城西中学校を分離

## 部活動
- 多種の部活動があり、またその実績もバスケットボール部、剣道部、サッカー部などを中心に市内の中学校では特に優れた成績を残している。
- 松山市内でもいち早くリーボック社の高機能デザイン体操服を採用した。
- 2004年に吹奏楽部は全日本吹奏楽コンクールに初出場。銀賞を受賞した。

## 制服
- 男子　
  - 冬服は標準的な学生服上下である。
  - 夏服はカッターシャツ、スラックスである。
- 女子　
  - 冬服はブレザー、ブラウス、ベスト、ネクタイ、吊りスカートである。
  - 夏服はブラウス、吊りスカートである。
    - 令和3年以降上級生も含めてスラックス導入となる為、吊りスカートとスラックスのいずれかの希望選択になる模様。

## 所在地
- 愛媛県松山市清水町3-148-1

## 交通アクセス
- 伊予鉄道城北線高砂町停留場下車